# セントラル・パーク動物園
セントラル・パーク動物園（英: Central Park Zoo）は、ニューヨークのセントラル・パーク内に位置する面積6.5-エーカー (2.6 ha)の小規模動物園。ニューヨーク市内4つの動物園とニューヨーク水族館を管理する野生動物保護協会（WCS）が運営し、動物園水族館協会（AZA）に加盟している。
セントラル・パーク動物園はニューヨーク市内で最初の動物園であり、開業した1860年代当時は動物を集めた見世物小屋であった。1934年、それが動物園となり四角形のアシカプールを取り囲むように多数の施設が増設される。そして、1988年には園内の自然環境改善と老朽化した檻の交換を行うなど全面改装した。

## 園内
格子垣やガラス屋根のパーゴラが三つの主要展示区域（熱帯、温帯、極地）を結び、獣舎は蔓に覆われ、落ち着いた御影石のレンガ造りである。獣舎は多雨林館、ハキリアリ舎、こどもペンギン館、ホッキョクグマプールがあり、タマリン、ワイオミングヒキガエル、ハシブトインコ、レッサーパンダといった絶滅危惧種の繁殖計画にも参加している。他にも多雨林館ではオオコウモリ、鳥類は大型の鳥網で飼育されている。2009年6月にはユキヒョウの展示を開始した。ポール・マンシップによるこども動物園の門は改装前から残る数少ない建築物である。

## 施設
開園時間
動物園は毎日午前 10 時から午後 5 時まで営業しています。

## 登場する作品
小規模ながらも世界都市ニューヨークの中心部にあるこのセントラル・パーク動物園は、フィクション、ノンフィクション問わず多数の大衆作品に登場している。
児童文学 『ポッパーさんとペンギン・ファミリー』（1938年）やJ・D・サリンジャーの古典小説『ライ麦畑でつかまえて』（1951年）に登場している他、2005年に出版されたトルーマン・カポーティの小説『真夏の航海』でも言及されている。また、1967年に発売されたサイモン&ガーファンクルの楽曲「動物園にて」では主な設定がセントラル・パーク動物園になっており、さらに1991年、ポール・サイモンは『動物園にて』という題名で児童書を出版し、楽曲の歌詞と非常に詳細なイラストを組み合わせた本となっている。
カナダ人ロックバンドトラジカリー・ヒップは、自身のアルバム『イン・ビトウィーン・エヴォリューション』に「ガス：セントラル・パークのホッキョクグマ」という楽曲がある。この曲は表向きミドルエイジクライシス（中年の危機）に苛まれるクマについて歌ったものであるが、実際はジョージ・W・ブッシュを揶揄した曲でもある。
主な映像作品として、古典的ホラー映画では『キャット・ピープル』（1942年）、アニメーション映画では『マダガスカル』（2005)年）、『ライアンを探せ!』（2006年）、『マダガスカル2』（2008年）、『マダガスカル3』（2012年）、同じくアニメシリーズの『ザ・ペンギンズ from マダガスカル』、ロマンティック・コメディでは『ママの青春』（1949年）などがある。2011年の実写映画『空飛ぶペンギン』では動物園だけでなく、タヴァーン・オン・ザ・グリーンといったセントラル・パーク内の他の著名施設が登場する。1996年の映画『イレイザー』では撮影こそされていないものの、この動物園の設定で撮影されたシーンが存在する。
2005年のビデオゲーム『パニッシャー』では動物園が人質事件の舞台となっている。
1987年のテレビアニメ『ティーンエイジ・ミュータント・ニンジャ・タートルズ』や、漫画『ティーンエイジ・ミュータント・ニンジャ・タートルズ・アドヴェンチャー』では、この動物園がクランゲとシュレッダーがテクノドロームを使って、ビーバップ&ロックステディのミュータントであるサイとイボイノシシを誘拐した場所でもある。
2016年の実写映画『ファンタスティックビーストと魔法使いの旅』では主人公ニュートのトランクから脱走したエルンペントが逃げ、捕獲された場所である。